# Lužnica (Czarnogóra)
Lužnica (cyr. Лужница) – wieś w Czarnogórze, w gminie Podgorica. W 2011 roku liczyła 55 mieszkańców.